# Кубависьон
Cubavisión (с исп. — «Телевидение Кубы, "Кубавидение"») — кубинский общенациональный телеканал. Начал вещание 4 ноября 1989 года на основе 6 канала Кубинского телевидения (бывший CMQ-TV).
Cubavisión является флагманским телеканалом Кубы, самый популярный, наряду с Multivisión телеканал на острове.

## История
12 октября 1950 года начинает свое вещание первый кубинский телеканал CMQ-TV. Куба была второй страной мира (после США), которая получила цветное телевидение. После Революции 1959 года цветное вещание было прервано вплоть до середины 1980-х годов.
После создания ICRT (Кубинского института телевидения и радио) в 1962 году канал был переименован в Canal 6.
В 1989 году канал получил название Cubavisión (на мотив других телевизионных каналов Латинской Америки). Тогда же представили первую трехмерную заставку канала.
В 2018 году канал перешёл на вещание в высоком качестве (HDTV) с использованием китайской системы цифрового вещания DTMB, однако аналоговое вещание сохраняется.

## Передачи
Канал транслирует государственные новости, а также теленовеллы собственного производства. Одна из самых популярных - "Los Abuelos Se Rebelan" ("Бунт предков"). Записей канала немного из-за отсутствия большого количества видеомагнитофонов, большинство записей было сделано за пределами Кубы, в США.